# Lijst van voetbalinterlands Azerbeidzjan - Letland (vrouwen)
Deze lijst van voetbalinterlands is een overzicht van alle officiële voetbalinterlands tussen de nationale vrouwenteams van Azerbeidzjan en Letland. De landen hebben tot nu toe twee keer tegen elkaar gespeeld.

## Wedstrijden
| № | Plaats | Datum        | Competitie        | Wedstrijd              | Uitslag |
| - | ------ | ------------ | ----------------- | ---------------------- | ------- |
| 1 | Riga   | 14 juli 2023 | Vriendschappelijk | Letland − Azerbeidzjan | 1 − 1   |
| 2 | Riga   | 17 juli 2023 | Vriendschappelijk | Letland − Azerbeidzjan | 1 − 1   |

## Samenvatting
| Competitie        | Totaal gespeeld | Winst Azerbeidzjan | Gelijk | Winst Letland | Doelsaldo Azerbeidzjan – Letland |
| ----------------- | --------------- | ------------------ | ------ | ------------- | -------------------------------- |
| Vriendschappelijk | 2               | 0                  | 2      | 0             | 2 − 2                            |
| Totaal            | 2               | 0                  | 2      | 0             | 2 − 2                            |